# UFC on ESPN: Covington vs. Buckley
UFC on ESPN: Covington vs. Buckley（ユーエフシー・オン・イーエスピーエヌ：コヴィントン・バーサス・バックリー、別名UFC on ESPN 63）は、アメリカ合衆国の総合格闘技団体「UFC」の大会の一つ。2024年12月14日、フロリダ州タンパのアマリー・アリーナで開催された。

## 大会概要
本大会はコルビー・コヴィントンとホアキン・バックリーのウェルター級戦が組まれた。

## 試合結果

### プレリミナリーカード
第1試合 女子ストロー級 5分3R
○  ピエラ・ロドリゲス vs.  ジョセフィン・クヌットソン ×
3R終了 判定3-0（30-27、30-27、30-27）
第2試合 バンタム級 5分3R
○  デイビー・グラント vs.  ラモン・タヴェラス ×
3R終了 判定3-0（29-28、30-27、30-27）
第3試合 女子フライ級 5分3R
○  ミランダ・マーベリック vs.  ジェイミー＝リン・ホース ×
3R終了 判定3-0（29-28、29-28、29-28）
第4試合 フェザー級 5分3R
○  フェリペ・リマ vs.  マイルズ・ジョーンズ ×
3R終了 判定3-0（30-27、30-27、30-27）
第5試合 フェザー級 5分3R
○  ショーン・ウッドソン vs.  フェルナンド・パディーヤ ×
1R 4:58 TKO（右フック→パウンド）
第6試合 ライト級 5分3R
○  ヨエル・アルバレス vs.  ドラッカー・クロース ×
1R 2:48 KO（左飛び膝蹴り→パウンド）
第7試合 ライト級 5分3R
○  マイケル・ジョンソン vs.  オットマン・アツァイター ×
2R 2:03 KO（右フック→パウンド）

### メインカード
第8試合 ライトヘビー級 5分3R
○  ナバホ・スターリング vs.  トゥコ・トコス ×
3R終了 判定3-0（30-27、30-27、30-27）
第9試合 バンタム級 5分3R
○  ダニエル・マルコス vs.  エイドリアン・ヤネス ×
3R終了 判定2-1（28-29、30-27、29-28）
第10試合 ライトヘビー級 5分3R
○  ダスティン・ジャコビー vs.  ビトー・ペトリーノ ×
3R 3:44 KO（右ストレート）
第11試合 フライ級 5分3R
○  マネル・ケイプ vs.  ブルーノ・シウバ ×
3R 1:57 TKO（右肘打ち）
第12試合 フェザー級 5分3R
○  カブ・スワンソン vs.  ビリー・クアランティーロ ×
3R 1:36 KO（右ストレート）
第13試合 ウェルター級 5分3R
○  ホアキン・バックリー vs.  コルビー・コヴィントン ×
3R 4:42 TKO（ドクターストップ）

### 各賞
ファイト・オブ・ザ・ナイト：カブ・スワンソン vs. ビリー・クアランティーロ
パフォーマンス・オブ・ザ・ナイト：ダスティン・ジャコビー、マイケル・ジョンソン
各選手にはボーナスとして5万ドルが授与された。

### カード変更
負傷などによるカードの変更は以下の通り。